# Songs About Jane
Songs About Jane è il primo album in studio del gruppo musicale statunitense Maroon 5, pubblicato il 25 giugno 2002 dalla J Records e dalla Octone Records.
L'album ha venduto 2 275 000 copie nei soli Stati Uniti d'America, dove è divenuto il quindicesimo album più venduto del 2004. Nel 2012 in seguito è stata pubblicata una versione speciale dell'album pubblicata dalla A&M Records e dalla Octone, per festeggiare i dieci anni di pubblicazione; nella versione speciale è incluso un secondo CD contenente i demo dei brani dell'album.

## Accoglienza
Christian Hoard di Rolling Stone ha recensito positivamente l'album attribuendogli tre stelle su cinque, ha particolarmente apprezzato la voce di Adam Levine in This Love e lo stile di Must Get Out che hanno ricordato al critico quello del gruppo britannico dei Jamiroquai.

## Tracce
Edizione standard
1. Harder to Breathe – 2:53 (Adam Levine, Jesse Carmichael)
2. This Love – 3:26 (Adam Levine, Jesse Carmichael)
3. Shiver – 3:01 (Adam Levine, Jesse Carmichael)
4. She Will Be Loved – 4:17 (Adam Levine, James Valentine)
5. Tangled – 3:20 (Adam Levine)
6. The Sun – 4:13 (Adam Levine)
7. Must Get Out – 4:01 (Adam Levine, Jesse Carmichael)
8. Sunday Morning – 4:08 (Adam Levine, Jesse Carmichael)
9. Secret – 4:57 (Adam Levine, Jesse Carmichael)
10. Through with You – 3:03 (Adam Levine, Jesse Carmichael)
11. Not Coming Home – 4:23 (Adam Levine, Jesse Carmichael, Ryan Dusick)
12. Sweetest Goodbye – 4:30 (Adam Levine)

Tracce bonus nell'edizione limitata neozelandese del 2004
1. Rag Doll – 5:29
2. Harder to Breathe (Acoustic) – 2:58
3. This Love (Acoustic) – 4:02
4. This Love (Kanye West Remix) – 3:38

CD bonus nella 10th Anniversary Edition
1. Harder to Breathe (Demo) – 2:17
2. This Love (Demo) – 3:21
3. Shiver (Demo) – 3:08
4. She Will Be Loved (Demo) – 3:08
5. Tangled (Demo) – 2:44
6. The Sun (Demo) – 3:22
7. Must Get Out (Demo) – 4:01
8. Sunday Morning (Demo) – 3:17
9. Secret (Demo) – 4:12
10. Through With You (Demo) – 4:09
11. Not Coming Home (Demo) – 3:51
12. Sweetest Goodbye (Demo) – 3:30
13. Take What You Want (Demo) – 2:25
14. Ragdoll (Original Demo/Non-LP International B-Side) – 5:28
15. Woman (Demo) – 4:06
16. Chilly Winter (Demo) – 2:55
17. The Sun (Alternate Mix) – 4:16

## Formazione
Hanno partecipato alle registrazioni, secondo le note di copertina:
Gruppo
- Adam Levine – voce, chitarra
- Ryan Dusick – batteria, voce, cori (traccia 1)
- Jesse Carmichael – tastiera, voce, cori (traccia 12)
- James Valentine – chitarra
- Michael Madden – basso

Altri musicisti
- Bruce Smith – programmazione (tracce 1 e 5)
- John O'Brien – programmazione (tracce 3 e 8)
- Sam Farrar – programmazione (traccia 4)
- Rashida Jones – cori (tracce 5, 9 e 11)
- Mark K. Schoenecker – corno (traccia 8)
- Mystic – cori (traccia 8)

Produzione
- Matt Wallace – produzione, missaggio
- Mike Landolt – ingegneria del suono
- Posie Muliadi – assistenza al missaggio
- Danny Wright – assistenza al missaggio
- Leon Zervos – mastering
- Michael Barbiero – missaggio (traccia 1)
- Mark Endert – produzione e missaggio aggiuntivi (traccia 2)

## Successo commerciale
Songs About Jane venne pubblicato nel 2002, ma fu nel 2004 che entrò in classifica in tutto il mondo, trainato dal successo dei singolo This Love e She Will Be Loved; ad esclusione degli Stati Uniti nella cui classifica riuscì a debuttare nel 2003 alla posizione numero 92, per poi rientrare l'anno successivo e raggiungere la sesta posizione. In alcuni paesi l'album restò in classifica fino al 2005, come in Australia, Austria, Belgio e Francia (dove raggiunse la prima posizione solo nel 2005).

## Classifiche

### Classifiche settimanali
| Classifica (2003/05) | Posizione massima |
| -------------------- | ----------------- |
| Australia            | 1                 |
| Austria              | 7                 |
| Belgio (Fiandre)     | 8                 |
| Belgio (Vallonia)    | 22                |
| Canada               | 3                 |
| Danimarca            | 2                 |
| Finlandia            | 2                 |
| Francia              | 1                 |
| Germania             | 5                 |
| Grecia               | 2                 |
| Irlanda              | 1                 |
| Italia               | 10                |
| Norvegia             | 3                 |
| Nuova Zelanda        | 1                 |
| Paesi Bassi          | 2                 |
| Portogallo           | 5                 |
| Regno Unito          | 1                 |
| Spagna               | 9                 |
| Stati Uniti          | 6                 |
| Svezia               | 4                 |
| Svizzera             | 12                |
| Ungheria             | 36                |

### Classifiche di fine anno
| Classifica (2004) | Posizione |
| ----------------- | --------- |
| Australia         | 6         |
| Austria           | 40        |
| Belgio (Fiandre)  | 35        |
| Belgio (Vallonia) | 69        |
| Francia           | 73        |
| Irlanda           | 4         |
| Paesi Bassi       | 11        |
| Regno Unito       | 4         |
| Stati Uniti       | 15        |
| Svezia            | 34        |
| Svizzera          | 28        |
| Classifica (2005) | Posizione |
| Australia         | 13        |
| Francia           | 59        |
| Paesi Bassi       | 42        |
| Regno Unito       | 58        |
| Stati Uniti       | 38        |